# Tambak Rejo (Padang Jaya)
Tambak Rejo is een bestuurslaag in het regentschap Bengkulu Utara van de provincie Bengkulu, Indonesië. Tambak Rejo telt 1999 inwoners (volkstelling 2010).